# Esben Selvig
Esben Selvig (født 1978 i København, Danmark) bedre kendt som Dansken (Dansk: Danskeren), er en tidligere norsk rapper og var medlem af det norske hiphopband Klovner i Kamp. 

## Konger i Kamp
Han var oprindeligt dansker, men flyttede senere til Norge og blev norsk statsborger. Esbens kunsternavn er et symbol på hans herkomst. Esben rapper ikke på dansk, men han fremhæver elementer fra Danmark i nogle tekster, bl.a Konger i kamp såsom, Christian IV. I denne sang redegøre han også for sine synspunkter om kontrasten mellem Skandinaviens tre lande, Danmark, Norge og Sverige. 

## Klovner i Kamp
Efter den oprindelige duo Klovner i Kamp bestående af Aslak Hartberg (Alis) og Sveinung Eide (Dr. S), startede tilbage i 1994, tilsluttede han sig bandet kort tid efter, hvilket gjorde bandet til en trio. I 2000 tilsluttede DJ'en Thomas Gullestad (Goldfinger) sig som fjerdemand, som begyndte at lave beats til gruppens sange. I 2006, blev gruppen opløst. Som afsked afholdte de en stor turne i sommeren 2006, hvor de tog rundt i Norge og optrådte med deres bedste sange.